# ويلارد فان أورمان كواين
ويلارد فان أورمان كواين (بالإنجليزية: Willard Van Orman Quine) (يُعرف بين المقربين إليه باسم «فان»؛ 25 يونيو 1908 – 25 ديسمبر 2000) كان فيلسوفًا أمريكيًا وعالم منطق في الفلسفة التحليلية، يُعتبر »واحدًا من أهم الفلاسفة المؤثرين للقرن العشرين«. منذ عام 1930 وحتى وفاته بعد 70 عامًا، كان كوين منتميًا بشكل مستمر إلى جامعة هارفارد بطريقة أو بأخرى، عن طريق كونه طالبًا، ثم أستاذًا في الفلسفة ومُدرسًا للمنطق ونظرية المجموعات، وأخيرًا أستاذًا فخريًا نشر أو نقَّح عدة كتب في تقاعده. شغل منصب إدغار بيرس للفلسفة في هارفارد منذ عام 1956 وحتى 1978. سُمي كواين في تصويت لعام 2009 أُجري بين الفلاسفة التحليليين خامس أهم فيلسوف للقرنين الماضيين. فاز بأول جائزة شوك في المنطق والفلسفة في عام 1993 »لنقاشاته المنهجية وبعيدة النظر عن كيفية أن تعلم اللغة والتواصل يُبنيان على دليل مقبول اجتماعيًا وعلى نتائج هذه النظريات عن المعرفة والمعنى اللغوي«. مُنح جائزة كيوتو في الفنون والفلسفة في عام 1996 »لإسهاماته المميزة في تقدم الفلسفة في القرن العشرين عن طريق طرح عدة نظريات مبنية على رؤى حريصة في المنطق، ونظرية المعرفة، وفلسفة العلوم، وفلسفة اللغة«.
يُصنَّف كواين ضمن أسلوب الفلسفة التحليلية وهو أيضًا المؤيد الرئيسي للرأي القائل إن الفلسفة ليست تحليلًا فلسفيًا، بل هي الفرع التجريدي للعلوم التجريبية. من ضمن أعماله الرئيسية ورقة بحثية بعنوان »مبدآن للمذهب التجريبي« (1951)، والتي هاجمت الاتجاه التحليلي الصناعي التقليدي بين القضايا ودافعت عن نوع من الشمولية الدلالية، وكتاب كلمة وموضوع (1960)، الذي طور تلك الآراء أكثر وقدَّم أطروحة كوين الشهيرة بعنوان لاتحديدية الترجمة، التي دافعت عن نظرية المعنى السلوكي. طور أيضًا نظرية المعرفة المتعلقة بالعلوم الطبيعية المؤثرة التي حاولت توفير »تفسير علمي مُحسن عن كيفية تطويرنا نظريات علمية تفصيلية على أساس المدخلات الحسية الضئيلة«. يُعد كواين أيضًا مهمًا في فسلفة العلم »لمحاولته المنهجية لفهم العلم من ضمن مصادر العلم نفسه« ولتصوره عن كون الفلسفة مستمرة مع العلم. نتج عن هذا تهكمه الشهير: »فلسفة العلم هي فلسفة كافية«. في فلسفة الرياضيات، طوّر هو وزميلته في هارفارد هيلاردي بوتنام »أطروحة كواين–بوتنام اللزومية«، وهي حجة لحقيقة الكينونات الرياضية.

## سيرة حياته
حسب سيرته الذاتية، أسعد لحظات حياتي (1986)، نشأ كواين في آركونن أوهايو، حيث عاش مع والديه وشقيقه الأكبر روبرت كلويد. كان والده كلويد روبرت مقاولًا صناعيًا (مؤسس شركة آركون للمعدات، التي أنتجت قوالب الإطارات) وكانت والدته، هارييت إي.، معلّمة مدرسة ولاحقًا ربة منزل. حصل على شهادة البكالوريوس في الرياضيات من كلية أوبيرلين في عام 1930، وحصل على شهادة الدكتوراه في الفلسفة من جامعة هارفارد في عام 1932. كان مشرف أطروحته ألفريد نورث وايتهيد. عُيّن حينها زميلًا مبتدئًا في هارفارد، ما أعفاه من الاضطرار إلى التدريس لأربعة سنوات. خلال السنة الدراسية 1932-33، سافر في أوروبا بفضل زمالة شيلدون، والتقى علماء المنطق البولنديين (من ضمنهم ستانيساو لينوفسكي وألفريد تارسكي) وأعضاء تجريبيي فيينا (من ضمنهم رودولف كارناب)، بالإضافة إلى الوضعاني المنطقي إيه. جاي. آير.
كان كواين هو من رتّب لتارسكي دعوته إلى مؤتمر وحدة العلوم في كامبريدج في سبتمبر عام 1939، الذي أبحر إليه تارسكي على متن آخر سفينة تخرج من غدانسك قبل غزو الرايخ الثالث لبولندا. نجا تارسكي من الحرب وعمل 44 سنة أخرى في الولايات المتحدة.
خلال الحرب العالمية الثانية، أعطى كواين محاضرات عن المنطق في البرازيل، بالبرتغالية، وعمل في بحرية الولايات المتحدة بدور استخباراتي عسكري، إذ كان يفك شيفرات الغواصات الألمانية، ووصل إلى رتبة قائد ملازم.
في هارفارد، ساعد كواين في الإشراف على أطروحات التخرج في هارفارد الخاصة بديفيد ليويس، ودانيال دينيت، وجيلبرت هارمان، وداجفين فوليسدال، وهاو وانغ، وهيوز لوبلانش، وهنري هيز، وجورج مايرو، من بين آخرين. بالنسبة للسنة الدراسية 1964-1965، كان كواين زميلًا في الكلية في مركز الدراسات المتقدمة في جامعة ويسليان. في عام 1980، حصل كواين على الدكتوراه الفخرية من كلية الإنسانيات في جامعة أوبسالا، السويد.
كان كواين ملحدًا عندما كان مراهقًا.
كان لديه أربعة أطفال من زواجين، وكان عازف الإيتار روبرت كواين ابن أخيه.
في مقدمة الإصدار الجديد من كتاب كلمة وموضوع، كتب تلميذه داجفين فوليسدال أن كواين بدأ يفقد ذاكرته في نهاية حياته. كان تدهور ذاكرته قصيرة المدى حادًا جدًا لدرجة أنه عانى في تتبع النقاشات. واجه كواين أيضًا صعوبة كبيرة في مشروعه لإجراء التنقيحات المرغوبة على كلمة وموضوع. قبل وفاته، كتب كواين إلى مورتون وايت، »لا أتذكر اسم مرضي، ألتوسير أم ألزهايمر، ولكن بسبب عدم قدرتي على تذكره، فلا بد أن يكون ألزهايمر«. توفي بسبب المرض في يوم عيد الميلاد عام 2000.

### معتقداته السياسية
كان كواين محافظًا سياسيًا، ولكن الجزء الأكبر من كتاباته كان في مجالات تقنية للفلسفة أُزيلت من القضايا السياسية المباشرة. مع ذلك، كتب مدافعًا عن عدة مواقف محافظة: على سبيل المثال، في ماهيات: القاموس الفلسفي المتقطع، كتب دفاعًا عن الرقابة الأخلاقية؛ بينما كتب في سيرته الذاتية بعض الانتقادات للثقافة الأكاديمية الأمريكية لما بعد الحرب.

## أعماله
كانت أطروحة كواين للدكتوراه ومنشوراته الأولى عن المنطق الرياضي ونظرية المجموعات. بعد الحرب العالمية الثانية، برز باعتباره فيلسوفًا كبيرًا بحكم بحوثه الإبداعية عن علم الوجود، ونظرية المعرفة واللغة. بحلول ستينيات القرن التاسع عشر، كان قد وضع نظريته »المعرفة المتعلقة بالعلوم الطبيعية« التي كانت غايتها الإجابة على جميع الأسئلة الموضوعية للمعرفة والمعنى باستخدام وسائل العلوم الطبيعية وأدواتها. رفض كواين بشدة مفهوم وجوب وجود »فلسفة أولى«، وهي وجهة نظر نظرية بعض الشيء تسبق العلم الطبيعي وتستطيع تفسيره. وجهات النظر هذه جوهرية لفلسفته الطبيعانية.
كان باستطاعة كواين إلقاء المحاضرات بالفرنسية، والإسبانية، والبرتغالية والألمانية، وأيضًا بالإنجليزية باعتبارها لغته الأم.
أبدى كوين، كما الوضعانيين المنطقيين، اهتمامًا قليلًا بالمرجعية الفلسفية: أعطى درسًا لمرة واحدةً فقط في التاريخ الفلسفي، عن ديفيد هيوم.[بحاجة لتوضيح]

### رفض التمييز التحليلي الصناعي الخاص به
في ثلاثينيات القرن العشرين وأربعينياته، قادت نقاشات كواين مع رودولف كارناب، ونيلسون غودمان، وألفريد تارسكي، من بين آخرين، إلى التشكيك بثبات التمييز بين عبارات »تحليلية« -تلك التي تكون صحيحة ببساطة بواسطة معاني كلماتها، مثل »جميع العزّاب غير متزوجين«- وعبارات »صناعية«، تلك التي تكون صحيحة أو خاطئة بواسطة حقائق حول العالم، مثل »هنالك قطة على السجادة«. كان هذا التمييز مركزيًا للوضعانية المنطقية. رغم عدم ارتباط كواين بالبرهنة عادةً، يظن بعض الفلاسفة أن المعتقد لا يتعارض مع الفلسفة العامة للغة، مستشهدين بزميله في هارفارد بي. إف. سكينر وتحليله للغة في كتابه السلوك اللفظي.
مثل الفلاسفة التحليليين الآخرين قبله، قَبِل كواين بالتعريف »التحليلي« باعتباره »صحيحًا بحكم المعنى وحده«. لكن خلافًا لهم، استنتج أن التعريف كان دائريًا بشكل أساسي. بمعنى آخر، قبل كواين بأن العبارات التحليلية هي التي تكون صحيحة بحكم التعريف، ثم ناقش أن مفهوم الحقيقة بحكم التعريف كان غير مرضٍ.
إن اعتراض كواين الرئيسي على التحليل هو مع مفهوم الترادف (تشابه المعنى)، أن تكون جملة تحليلية فقط في حالة استبدالها لمرادف لـ»أسود« في افتراض مثل »جميع الأشياء السوداء سوداء« (أو أي حقيقة منطقية أخرى). يتوقف الاعتراض على التشابه على مشكلة المعلومات الجانبية. نحن نشعر حدسيًا بوجود تمييز بين »جميع الرجال غير المتزوجين عزَّاب«  و»كانت هناك كلاب سوداء«، ولكن متحدثًا متمكنًا في اللغة الإنجليزية سوف يقبل بكلا الجملتين تحت كل الظروف بسبب أن هؤلاء المتكلمين لديهم أيضًا إمكانية الوصول إلى المعلومات الجانبية التي تحمل الوجود التاريخي للكلاب السوداء. يؤكد كواين أنه ليس هناك تمييز بين المعلومات الجانبية المعروفة عالميًا والحقائق المفاهيمية أو التحليلية.

## روابط خارجية
- ويلارد فان أورمان كواين على موقع الموسوعة البريطانية (الإنجليزية)
- ويلارد فان أورمان كواين على موقع مونزينجر (الألمانية)
- ويلارد فان أورمان كواين على موقع إن إن دي بي (الإنجليزية)